# 정병회
정병회(丁炳會, 1963년 2월 2일 ~ )은 대한민국의 제10대 전라남도의원, 제4·5·6대 전라남도 순천시의원이었다.

## 학력
- 순천남초등학교 63회 졸업
- 순천이수중학교 졸업
- 순천고등학교 13회 졸업
- 순천대학교 1회 졸업
- 순천대학교 경영행정대학원 행정학 석사 1회 졸업

## 경력
- 순천시 자원봉사센터 소장
- (사)지역정책개발연구원 운영위원
- 한국자원봉사센터협의회 이사
- 순천남초등학교 운영위원
- 순천종합사회복지관 운영위원
- 순천자활후견기관 자문위원
- 순천대학교 총동창회 이사
- 새천년민주당 전남도당 순천시 지구당 사회봉사특별위원장
- 2002.07 ~ 2006.06 제4대 전라남도 순천시의회 의원
- 2002.07 ~ 2004.07 제4대 전라남도 순천시의회 전반기 산업건설위원회 위원
- 2002.07 ~ 2004.07 제4대 전라남도 순천시의회 전반기 의회운영위원회 위원
- 2002.07 ~ 2004.07 제4대 전라남도 순천시의회 전반기 예산결산특별위원회 위원
- 2003.02 ~ 2005.10 제4대 전라남도 순천시의회 순천시행정구역조정을위한특별위원회 위원
- 2004.07 ~ 2006.06 제4대 전라남도 순천시의회 후반기 산업건설위원회 위원
- 2004.07 ~ 2006.06 제4대 전라남도 순천시의회 후반기 예산결산특별위원회 위원
- 순천시 도심계획심의위원
- 순천시 건축심의위원
- 순천시 유동분쟁조정위원
- 지역혁신협의회 전략산업분과위원장
- 순천시 균형발전특별위원회 간사
- 민주당 전남도당 도시개발특별위원장
- 2006.07 ~ 2010.06 제5대 전라남도 순천시의회 의원
- 2006.07 ~ 2006.12 제5대 전라남도 순천시의회 전반기 산업건설위원회 위원
- 2006.07 ~ 2008.07 제5대 전라남도 순천시의회 전반기 의회운영위원회 위원장
- 2006.10 ~ 2006.10 제5대 전라남도 순천시의회 순천시조직개편특별위원회 위원
- 2007.01 ~ 2008.07 제5대 전라남도 순천시의회 전반기 문화경제위원회 위원
- 2008.07 ~ 2010.06 제5대 전라남도 순천시의회 후반기 도시건설위원회 위원
- 2008.07 ~ 2010.06 제5대 전라남도 순천시의회 후반기 예산결산특별위원회 위원
- 2009.04 ~ 2009.08 제5대 전라남도 순천시의회 2013순천만국제정원박람회유치지원특별위원회 위원장
- 2010.07 ~ 2014.03 제6대 전라남도 순천시의회 의원
- 2010.07 ~ 2012.07 제6대 전라남도 순천시의회 전반기 의회운영위원회 위원
- 2010.07 ~ 2012.07 제6대 전라남도 순천시의회 전반기 도시건설위원회 위원
- 2012.07 ~ 2014.03 제6대 전라남도 순천시의회 후반기 도시건설위원회 위원
- 2012.07 ~ 2014.03 제6대 전라남도 순천시의회 후반기 예산결산특별위원회 위원
- 민주당 자치위원회 위원
- 민주당 전남도당 순천시·곡성군 지역위원회 사무국장
- 새정치민주연합 전남도당 순천시·곡성군 지역위원회 사무국장
- 2014.07 ~ 2018.06 제10대 전라남도의회 의원
- 2014.07 ~ 2016.07 제10대 전라남도의회 전반기 건설소방위원회 위원
- 2014.07 ~ 2016.07 제10대 전라남도의회 전반기 윤리특별위원회 위원
- 2016.07 ~ 2018.06 제10대 전라남도의회 후반기 교육위원회 위원
- 2016.07 ~ 2018.06 제10대 전라남도의회 후반기 의회운영위원회 부위원장
- 2016.07 ~ 2018.06 제10대 전라남도의회 후반기 예산결산특별위원회 위원

## 역대 선거 결과
|  | 48.33% |

|  | 49.59% |

|  | 29.46% |

|  | 46.05% |

|  | 26.65% |